# معاون عمران و توسعه امور شهری و روستایی وزیر کشور
معاون عمران و توسعه امور شهری و روستایی وزیر کشور یکی معاونان وزیر کشور است که تا اواسط دههٔ شصت، معاون امور محلی و عمران شهری و پس از آن تا سال ۱۳۹۲ معاون هماهنگی امور عمرانی نام داشت.
پیش از این معاون عمران و توسعه امور شهری و روستایی وزیر کشور، مسئولیت ریاست سازمان شهرداری‌ها و دهیاری‌های کشور را نیز با حفظ سمت برعهده داشت، ولی از آبان ماه ۱۴۰۱ ریاست سازمان شهرداری‌ها و دهیاری‌های کشور جداگانه منصوب می‌شد. اما نظر به اینکه تفکیک پست سازمانی «معاون عمران و توسعه امور شهری و روستایی» و «رئیس سازمان شهرداری‌ها و دهیاری‌های کشور» از سوی سازمان اداری و استخدامی و سازمان بازرسی کل کشور لغو شد، از شهریور ۱۴۰۳ معاون عمران و توسعه امور شهری و روستایی وزیر کشور، دوباره مسئولیت ریاست سازمان شهرداری‌ها و دهیاری‌های کشور را با حفظ سمت برعهده دارد.

## فهرست

### پهلوی
| ر.                                     | نام                                 | نام                                 | نگاره                               | آغاز تصدی                           | پایان تصدی                          | دولت                                | وزیر                                | رئیس دولت                           | م.                                  |                                     |
| معاون امور اجتماعی و محلی وزیر کشور    | معاون امور اجتماعی و محلی وزیر کشور | معاون امور اجتماعی و محلی وزیر کشور | معاون امور اجتماعی و محلی وزیر کشور | معاون امور اجتماعی و محلی وزیر کشور | معاون امور اجتماعی و محلی وزیر کشور | معاون امور اجتماعی و محلی وزیر کشور | معاون امور اجتماعی و محلی وزیر کشور | معاون امور اجتماعی و محلی وزیر کشور | معاون امور اجتماعی و محلی وزیر کشور | معاون امور اجتماعی و محلی وزیر کشور |
| -------------------------------------- | ----------------------------------- | ----------------------------------- | ----------------------------------- | ----------------------------------- | ----------------------------------- | ----------------------------------- | ----------------------------------- | ----------------------------------- | ----------------------------------- | ----------------------------------- |
|                                        |                                     | احمد ولایی                          |                                     | ۴ دی ۱۳۴۷                           | ؟                                   | هویدا ۲                             | خسروانی                             | هویدا                               | [ ۲ ]                               |                                     |
| معاون امور محلی و شهرداری‌ها وزیر کشور  |                                     |                                     |                                     |                                     |                                     |                                     |                                     |                                     |                                     |                                     |
|                                        |                                     | پرویز خبیر                          |                                     | ۳ بهمن ۱۳۵۰                         | ؟                                   | هویدا ۳                             | سام                                 | هویدا                               | [ ۳ ]                               |                                     |
| معاون امور محلی و عمران شهری وزیر کشور |                                     |                                     |                                     |                                     |                                     |                                     |                                     |                                     |                                     |                                     |
|                                        |                                     | محمدباقر نمازی (زادهٔ ۱۳۱۵)          |                                     | ۱۱ مهر ۱۳۵۷                         | بهمن ۱۳۵۷                           | شریف‌امامی ۳                         | قره‌باغی                             | شریف‌امامی                           | [ ۴ ]                               |                                     |
| ازهاری                                 | ازهاری                              | محمدباقر نمازی (زادهٔ ۱۳۱۵)          |                                     | ۱۱ مهر ۱۳۵۷                         | بهمن ۱۳۵۷                           |                                     | قره‌باغی                             |                                     |                                     |                                     |
| بختیار                                 | بختیار                              | محمدباقر نمازی (زادهٔ ۱۳۱۵)          | بختیار                              | ۱۱ مهر ۱۳۵۷                         | بهمن ۱۳۵۷                           |                                     |                                     |                                     |                                     |                                     |

### جمهوری اسلامی
| ر.                                                | نام                                    | نام                                    | نگاره                                  | آغاز تصدی                              | پایان تصدی                             | دولت                                   | وزیر                                   | رئیس دولت                              | م.                                     |                                        |
| معاون امور محلی و عمران شهری وزیر کشور            | معاون امور محلی و عمران شهری وزیر کشور | معاون امور محلی و عمران شهری وزیر کشور | معاون امور محلی و عمران شهری وزیر کشور | معاون امور محلی و عمران شهری وزیر کشور | معاون امور محلی و عمران شهری وزیر کشور | معاون امور محلی و عمران شهری وزیر کشور | معاون امور محلی و عمران شهری وزیر کشور | معاون امور محلی و عمران شهری وزیر کشور | معاون امور محلی و عمران شهری وزیر کشور | معاون امور محلی و عمران شهری وزیر کشور |
| ------------------------------------------------- | -------------------------------------- | -------------------------------------- | -------------------------------------- | -------------------------------------- | -------------------------------------- | -------------------------------------- | -------------------------------------- | -------------------------------------- | -------------------------------------- | -------------------------------------- |
|                                                   |                                        | یزدان حاج‌حمزه (۱۳۹۸–۱۳۱۸)              |                                        | . ۱۳۵۷                                 | ۲۸ آبان ۱۳۵۸                           | موقت                                   | صدر                                    | بازرگان                                |                                        |                                        |
| صباغیان                                           | [ ۵ ]                                  | یزدان حاج‌حمزه (۱۳۹۸–۱۳۱۸)              |                                        | . ۱۳۵۷                                 | ۲۸ آبان ۱۳۵۸                           | موقت                                   |                                        | بازرگان                                |                                        |                                        |
|                                                   |                                        | محمدباقر شایورد (۱۳۹۰–۱۳۱۰)            |                                        | . ۱۳۵۸                                 | ۴ شهریور ۱۳۶۰                          | موقت شورای انقلاب                      | رفسنجانی                               | بهشتی                                  |                                        |                                        |
| مهدوی کنی                                         | بنی‌صدر                                 | محمدباقر شایورد (۱۳۹۰–۱۳۱۰)            |                                        | . ۱۳۵۸                                 | ۴ شهریور ۱۳۶۰                          | موقت شورای انقلاب                      |                                        |                                        |                                        |                                        |
| مهدوی کنی                                         | نخست                                   | محمدباقر شایورد (۱۳۹۰–۱۳۱۰)            | رجایی                                  | . ۱۳۵۸                                 | ۴ شهریور ۱۳۶۰                          | [ ۶ ]                                  |                                        |                                        |                                        |                                        |
| مهدوی کنی                                         |                                        |                                        | سراج‌الدین کازرونی (۱۳۸۴–۱۳۲۵)          |                                        | ۴ شهریور ۱۳۶۰                          | . ۱۳۶۳                                 | دوم                                    | باهنر                                  | [ ۷ ]                                  |                                        |
| موقت                                              | نیک‌روش                                 | مهدوی کنی                              | سراج‌الدین کازرونی (۱۳۸۴–۱۳۲۵)          |                                        | ۴ شهریور ۱۳۶۰                          | . ۱۳۶۳                                 |                                        |                                        |                                        |                                        |
| سوم                                               | نیک‌روش                                 | موسوی                                  | سراج‌الدین کازرونی (۱۳۸۴–۱۳۲۵)          | [ ۸ ]                                  | ۴ شهریور ۱۳۶۰                          | . ۱۳۶۳                                 |                                        |                                        |                                        |                                        |
| سوم                                               | ناطق نوری                              | موسوی                                  | سراج‌الدین کازرونی (۱۳۸۴–۱۳۲۵)          |                                        | ۴ شهریور ۱۳۶۰                          | . ۱۳۶۳                                 |                                        |                                        |                                        |                                        |
| سوم                                               |                                        | موسوی                                  |                                        | محمد مجدآرا (۱۳۷۵–۱۳۳۴)                |                                        | . ۱۳۶۳                                 | . ۱۳۶۶                                 |                                        |                                        |                                        |
| چهارم                                             | محتشمی‌پور                              | موسوی                                  |                                        | محمد مجدآرا (۱۳۷۵–۱۳۳۴)                |                                        | . ۱۳۶۳                                 | . ۱۳۶۶                                 |                                        |                                        |                                        |
| چهارم                                             | محتشمی‌پور                              | موسوی                                  |                                        |                                        | رضا اردکانیان (زادهٔ ۱۳۳۷)              |                                        | . ۱۳۶۶                                 | ۱ آبان ۱۳۶۸                            |                                        |                                        |
| معاون هماهنگی امور عمرانی وزیر کشور               |                                        |                                        |                                        |                                        |                                        |                                        |                                        |                                        |                                        |                                        |
|                                                   |                                        | رسول زرگر (زادهٔ ۱۳۳۳)                  |                                        | ۱ آبان ۱۳۶۸                            | ۴ شهریور ۱۳۷۶                          | پنجم                                   | نوری                                   | رفسنجانی                               | [ ۹ ]                                  |                                        |
| ششم                                               | بشارتی                                 | رسول زرگر (زادهٔ ۱۳۳۳)                  | [ ۱۰ ]                                 | ۱ آبان ۱۳۶۸                            | ۴ شهریور ۱۳۷۶                          |                                        |                                        | رفسنجانی                               |                                        |                                        |
|                                                   |                                        | ابوالقاسم آشوری (زادهٔ ۱۳۲۱)            |                                        | ۴ شهریور ۱۳۷۶                          | ۲۴ آذر ۱۳۷۶                            | هفتم                                   | نوری                                   | خاتمی                                  | [ ۱۱ ] [ ۱۲ ]                          |                                        |
|                                                   |                                        | محمدعلی پنجه‌فولادگران (زادهٔ ؟)         |                                        | ۲۹ آذر ۱۳۷۶                            | ۸ آذر ۱۳۷۷                             | هفتم                                   | نوری                                   | خاتمی                                  | [ ۱۳ ]                                 |                                        |
| تاج‌زاده                                           |                                        | محمدعلی پنجه‌فولادگران (زادهٔ ؟)         |                                        | ۲۹ آذر ۱۳۷۶                            | ۸ آذر ۱۳۷۷                             | هفتم                                   |                                        | خاتمی                                  | [ ۱۳ ]                                 |                                        |
|                                                   |                                        | احمد خرم (زادهٔ ۱۳۲۹)                   |                                        | ۸ آذر ۱۳۷۷                             | ۲۷ شهریور ۱۳۸۰                         | هفتم                                   | موسوی لاری                             | خاتمی                                  | [ ۱۴ ]                                 |                                        |
|                                                   |                                        | محمدحسین مقیمی (زادهٔ ۱۳۲۹)             |                                        | ۲۷ شهریور ۱۳۸۰                         | ۲۶ مهر ۱۳۸۴                            | هشتم                                   | موسوی لاری                             | خاتمی                                  | [ ۱۵ ]                                 |                                        |
|                                                   |                                        | سید مهدی هاشمی (زادهٔ ۱۳۴۲)             |                                        | ۲۶ مهر ۱۳۸۴                            | ۲۶ شهریور ۱۳۸۷                         | نهم                                    | پورمحمدی                               | احمدی‌نژاد                              | [ ۱۶ ]                                 |                                        |
| هاشمی                                             |                                        | سید مهدی هاشمی (زادهٔ ۱۳۴۲)             |                                        | ۲۶ مهر ۱۳۸۴                            | ۲۶ شهریور ۱۳۸۷                         | نهم                                    |                                        | احمدی‌نژاد                              | [ ۱۶ ]                                 |                                        |
|                                                   |                                        | حبیب‌الله بوربور (زادهٔ ۱۳۲۸)            |                                        | ۲۶ شهریور ۱۳۸۷                         | ۱۱ آذر ۱۳۸۷                            | نهم                                    | کردان                                  | احمدی‌نژاد                              | [ ۱۷ ]                                 |                                        |
|                                                   |                                        | علی نیکزاد (زادهٔ ۱۳۴۴)                 |                                        | ۱۱ آذر ۱۳۸۷                            | ۱۷ شهریور ۱۳۸۸                         | نهم                                    | دانشجو                                 | احمدی‌نژاد                              | [ ۱۸ ]                                 |                                        |
| محصولی                                            |                                        | علی نیکزاد (زادهٔ ۱۳۴۴)                 |                                        | ۱۱ آذر ۱۳۸۷                            | ۱۷ شهریور ۱۳۸۸                         | نهم                                    |                                        | احمدی‌نژاد                              | [ ۱۸ ]                                 |                                        |
|                                                   |                                        | حمیدرضا ارشادمنش (زادهٔ ؟)              |                                        | ۲۵ شهریور ۱۳۸۸                         | ۱۹ شهریور ۱۳۹۲                         | دهم                                    | محمدنجار                               | احمدی‌نژاد                              | [ ۱۹ ]                                 |                                        |
| معاون عمران و توسعه امور شهری و روستایی وزیر کشور |                                        |                                        |                                        |                                        |                                        |                                        |                                        |                                        |                                        |                                        |
|                                                   |                                        | هوشنگ خندان‌دل (زادهٔ ۱۳۳۶)              |                                        | ۱۹ شهریور ۱۳۹۲                         | ۱ مهر ۱۳۹۶                             | یازدهم                                 | رحمانی فضلی                            | روحانی                                 | [ ۲۰ ]                                 |                                        |
|                                                   |                                        | سید محمدعلی افشانی (زادهٔ ۱۳۳۸)         |                                        | ۱ مهر ۱۳۹۶                             | ۲۶ اردیبهشت ۱۳۹۷                       | دوازدهم                                | رحمانی فضلی                            | روحانی                                 | [ ۲۱ ]                                 |                                        |
|                                                   |                                        | هوشنگ خندان‌دل (زادهٔ ۱۳۳۶)سرپرست        |                                        | ۲۹ اردیبهشت ۱۳۹۷                       | ۷ مهر ۱۳۹۷                             | دوازدهم                                | رحمانی فضلی                            | روحانی                                 | [ ۲۲ ]                                 |                                        |
|                                                   |                                        | مهدی جمالی‌نژاد (زادهٔ ۱۳۴۸)             |                                        | ۷ مهر ۱۳۹۷                             | ۲۸ مهر ۱۴۰۳                            | دوازدهم                                | رحمانی فضلی                            | روحانی                                 | [ ۲۳ ]                                 |                                        |
| سیزدهم                                            | وحیدی                                  | مهدی جمالی‌نژاد (زادهٔ ۱۳۴۸)             | رئیسی                                  | ۷ مهر ۱۳۹۷                             | ۲۸ مهر ۱۴۰۳                            |                                        |                                        |                                        |                                        |                                        |
|                                                   |                                        | مسعود نصرتی (زادهٔ ۱۳۴۷)سرپرست          |                                        | ۲۸ مهر ۱۴۰۳                            | در حال تصدی                            | چهاردهم                                | مؤمنی                                  | پزشکیان                                | [ ۲۴ ]                                 |                                        |